# Paraspinibarbus
Paraspinibarbus is een geslacht van straalvinnige vissen uit de familie van karpers (Cyprinidae).

## Soort
- Paraspinibarbus alloiopleurus (Vaillant, 1893)